# ژانگ ژیچنگ
ژانگ ژیچنگ (انگلیسی: Zhang Zhicheng؛ زادهٔ ۱ ژوئیهٔ ۱۹۶۳) شمشیرباز اهل چین بود. وی در بازی‌های المپیک تابستانی ۱۹۸۸ شرکت کرده‌است.